# 454. Sicherungs-Division (Wehrmacht)
Die 454. Sicherungs-Division war eine deutsche Infanteriedivision im Zweiten Weltkrieg.

## Divisionskommando z.b.V. 454

### Aufstellung
Am 1. Juni 1940 wurde ein Divisionskommando z.b.V. 454 in Dresden im Wehrkreis IV für Kontrollaufgaben von Einheiten beim Marsch an die Westfront aufgestellt.

### Verlegung in die Niederlande
Die Division wurde im Sommer in die Niederlande verlegt und war an der Vorbereitung des Unternehmens Seelöwe beteiligt. Mitte März 1941 erfolgt die Umgruppierung in die 454. Sicherungs-Division.

## 454. Sicherungs-Division

### Aufstellung durch Umgliederung
Die Division wurde am 19. März 1941 in Trachenberg in Schlesien im Wehrkreis VIII aus dem Divisionskommando z.b.V. 454 und Teilen der 221. Infanterie-Division aufgestellt und unterstand im Juni 1942 dem Befehlshaber rückwärtiges Heeresgebiet 103.

### Unternehmen Barbarossa
Die Division wurde während des gesamten Kriegs überwiegend an der Ostfront für Sicherungsaufgaben im rückwärtigen Heeresgebiet, erst bei der 17. Armee, dann bei der 6. Armee und schließlich im XI. Armeekorps der 1. Panzerarmee zugewiesen, eingesetzt.
Hierzu wurde der Division das Reserve-Polizei-Bataillon 82 der Ordnungspolizei als ergänzender Verband zugeteilt.

### Charkow 1942
In dieser Unterstellung nahmen Teile der Division im Juni 1942 an der Schlacht bei Charkow teil. Für diesen Zeitraum soll die Division nur noch aus knapp 6.000 Mann mit veralteter Ausstattung deutscher und sowjetischer Produktion bestanden haben. Danach stand die Division ab Oktober 1942 bei der Schlacht um Moskau in der sogenannten Heeresgruppenreserve.

### 1944
Anfang 1944 war die Division dem XIII. Armeekorps der 4. Panzerarmee unterstellt, war für die Verteidigung von Rowno eingesetzt und nahm an der Rowno-Luzker Operation teil. Rowno konnte vom 6. Januar bis 2. Februar 1944 gegen die sowjetischen Streitkräfte gehalten werden.

## Mögliche Kriegsverbrechen
Ebenso war die Division von 1941 bis Ende 1943 an der Verfolgung und Erschießung von Partisanen in der Ukraine und umliegenden Gebieten beteiligt. Hierfür wurden sie in der Zeit von Juli bis September 1941 unter das Kommando von Friedrich Jeckeln gestellt.

### Vernichtung
Die Einheit wurde im Juli 1944 im Kessel von Brody weitgehend zerschlagen und viele Divisionsangehörige einschließlich des verwundeten Kommandeurs Nedtwig gerieten in sowjetische Gefangenschaft.

### Auflösung
Am 5. August 1944 wurde die Division aufgelöst.

## Kommandeure
- Generalmajor/Generalleutnant Rudolf Krantz: von der Aufstellung bis September 1941, in dieser Funktion zum Generalleutnant befördert
- Generalmajor/Generalleutnant Hermann Wilck: September 1941 bis Dezember 1941, in dieser Funktion zum Generalleutnant befördert
- Generalmajor/Generalleutnant Hellmuth Koch: Dezember 1941 bis April 1944, in dieser Funktion zum Generalleutnant befördert
- Oberst Joachim Wagner: April 1944 bis Mai 1944
- Generalmajor Johannes Nedtwig: Mai 1944 bis zur Gefangennahme im Juli 1944

## Gliederung
- Sicherungs-Regiment 57 (ehemals Landesschützen-Regiment 57, bis August 1942, dann bei der Heeresgruppe B)
- Sicherungs-Regiment 375 (ehemals Infanterie-Regiment 375 der 221. Infanterie-Division), ab Oktober 1942 Grenadier-Regiment 375 (im März 1943 aufgelöst und auf die 111. Infanterie-Division und 304. Infanterie-Division aufgeteilt)
- Sicherungs-Regiment 602 (ab August 1942, von der 213. Sicherungs-Division)
- III./Artillerie-Regiment 221 (später Artillerie-Bataillon 454)
- Ostreiter-Bataillon 454 (ehemals Reiter-Abteilung 454, später Ostreiter-Regiment 454)
- Ost-Pionier-Bataillon 454
- Nachrichten-Abteilung 829
- Divisions-Einheiten 454